# 達米恩灣
54°48′S 35°53′W / 54.800°S 35.883°W
達米恩灣（英語：Damien Bay），是南極洲的海灣，位於南喬治亞群島，處於漢密爾頓灣東北部，由英國研究隊繪入地圖，該海灣由英國海外領土管轄。